# Cwmhir Abbey
Cwmhir Abbey (walisisch: Abaty Cwm Hir) ist eine ehemalige Zisterzienserabtei rund 10 km nördlich von Llandrinddod Wells in Powys in Wales.

## Geschichte
Nach ungewissen Angaben soll das Kloster 1143 in Ty-faenor rund 2 km östlich von seiner späteren Stelle gegründet und 1176 in Cwmhir in abgelegener Lage von Cadwallon ap Madog of Maelienydd wiedergegründet worden sein, doch wird dieser Zusammenhang bezweifelt. Jedenfalls war das Kloster ein Tochterkloster von Whitland Abbey und gehörte damit der Filiation der Primarabtei Clairvaux an. 1231 wurde der Abt dafür bestraft, dass er Llywelyn ab Iorwerth bei der Vernichtung der englischen Streitmacht bei Hay-on-Wye unterstützt hatte. 1282 wurde der letzte eingeborene Fürst von Wales, Llywelyn ap Gruffydd, in der Abtei beigesetzt. Im frühen 13. Jahrhundert wurde mit dem Bau der Kirche begonnen, von der jedoch nur das Schiff und die Westwände des Querhauses errichtet wurden. Beim Aufstand von Owain Glyndŵr erlitt das Kloster 1401 großen Schaden. Im 15. Jahrhundert verarmte das Kloster, das 1535 nurmehr drei Mönche zählte. 1537 wurde es von der Krone eingezogen. Die Klostergüter kamen an die Familie Fowler, die dort ein Herrenhaus errichtete, die Stürmung und Zerstörung 1644 aber nicht verhindern konnte. Die geringen Überreste der Kirche wurden im späten 19. Jahrhundert ausgegraben.
In der Nähe liegen die Scheduled Monuments: Castell y Garn (Cairn), Domen-ddu (Rundhügel), Fowler’s Arm Chair (Steinkreis & Rund Cairns), Banc Du (Steinkreis), Fuallt (Menhir), Llyn Dwr (Cairn), Llyn Dwr (Menhir) und The Mount - Rundhügel bei Maes-y-Gwaelod.

## Bauten und Anlage
Die Kirche des 13. Jahrhunderts ersetzte eine kreuzförmige frühere Kirche. Das Kirchenschiff war mit 14 Jochen ungewöhnlich lang. Von den im Süden gelegenen Klausurgebäuden sind keine substanziellen Reste mehr erhalten. Fünf Joche der Langhausarkade im Early-English-Stil wurden 1542 in der Kirche von Llanidloes wiedererrichtet.